# Кот против Крысы
«Кот против Крысы» (англ. Cat Vs Rat, иер. трад. 御貓三戲錦毛鼠, упр. 御猫三戏锦毛鼠, кант.-рус.: Чю мау сам фу кам моу сю) — гонконгский фильм с боевыми искусствами режиссёра Лю Цзяляна. Сюжет фильма основан на романе «Семеро храбрых, пятеро справедливых».

## Сюжет
Пак Юктхон и Чинь Чиу — ученики одного учителя Сэка Татфу. Они оба спорили и дрались, чтобы выяснить, чьё кунг-фу лучше. Юктхон спас императора, но не поверил, когда правитель предложил ему стать чиновником. Позже Чинь Чиу тоже спас императора, который назначил его членом императорской гвардии под титулом «Императорский Кот». Завистливый и взбешённый Пак Юктхон и его четверо побратимов — Чён Пхин, Чхёй Хин, Хонь Чён и Лоу Фон — планируют украсть императорскую нефритовую печать, чтобы обременить своего давнего соперника Чиу.

## В ролях
Примечание: имена героев даны в кантонской романизации.
- Александр Фу — Пак Юктхон[англ.], Крыса
- Адам Чэн — Чинь Чиу[англ.], Императорский Кот
- Сяо Хоу[англ.] — Чён Пхин[англ.]
- Кара Хуэй — Чинь Юклань
- Гордон Лю[англ.] — император
- Лау Кавин[англ.] — Сэк Татфу
- Чён Чиньпхан — Лоу Фон[англ.]
- Лидия Сам[англ.] — мать Юктхона
- Лун Тяньсян[кит.] — старший помощник
- Уилсон Тхон — главарь банды
- Джонни Ван[англ.] — Чхёй Хин